# Boskoekoek
De boskoekoek (Cuculus optatus) is een koekoekssoort uit het geslacht Cuculus. Deze soort parasiteert op zangvogels in een groot gebied dat reikt van Rusland tot Japan. 's Winters trekken deze vogels naar het zuiden van Azië en verblijven in de Indische Archipel en Australië.

## Beschrijving
De boskoekoek lijkt sterk op de gewone, Europese koekoek. Hij is iets kleiner, 30 tot 34 cm (gewone koekoek: 32-36 cm), de snavel is iets zwaarder en de anaalstreek is beige. Determinatie is daarom alleen mogelijk in de hand, of van zeer dichtbij goed geobserveerd.

## Taxonomie
De systematiek van deze groep is verwarrend. De boskoekoek werd lang gezien als een ondersoort uit een complex van soorten met:
- Himalayakoekoek, Cuculus saturatus saturatus
- Boskoekoek Cuculus saturatus optatus (of: Cuculus saturatus horsfieldi)[5]
- Soendakoekoek Cuculus saturatus lepidus

## Verspreiding en leefgebied
De boskoekoek is een bosvogel die 's zomers leeft in dichte bossen in de taigagordel van Azië van Rusland tot Japan en de winter doorbrengt in een groot deel van Australazië.

## Status
Hij heeft een groot verspreidingsgebied en daardoor is de kans op uitsterven uiterst gering. De grootte van de populatie is niet gekwantificeerd. De vogel is plaatselijk algemeen en er is geen aanleiding te veronderstellen dat de soort in aantal achteruit gaat. Om deze redenen staat deze koekoek als niet bedreigd op de Rode Lijst van de IUCN.